# Jonathan M. Rothberg/Veröffentlichungen
Liste der Publikationen und Patente von Jonathan M. Rothberg.

## Publikationen
1. Rothberg, J.M. et al., An integrated semiconductor device enabling non-optical genome sequencing. Nature 475, July 2011. 348-352. PMID 21776081
2. Alexander Mellmann., Dag Harmsen., Craig A. Cummings., Emily B. Zentz, Shana R. Leopold, Alain Rico, Karola Prior, Rafael Szczepanowski, Yongmei Ji, Wenlan Zhang, Stephen F. McLaughlin, John K. Henkhaus, Benjamin Leopold, Martina Bielaszewska, Rita Prager, Pius M. Brzoska, Richard L. Moore, Simone Guenther, Jonathan M. Rothberg, Helge Karch. Prospective genomic characterization of the German enterohemorrhagic Escherichia coli O104:H4 outbreak by rapid next generation sequencing technology. PLoS ONE, Volume 6, Issue 7, July 2011. PMID 21799941
3. E. Brouzes, M. Medkova, N Savenelli, D. Marran, M. Twardowski, J. B. Hutchinon, J. J. M. Rothberg, D.R. Link, N. Perrimon, M. L. Samuels. Droplet microfluidic technology for single-cell high thoughput screening. PNAS, July 2009, Vol. 106, no. 106 PMID 19617544
4. Birgitte B. Simen, Jan Fredrik Simons, Katherine Huppler Hullsiek,,Richard M. Novak, Rodger D. MacArthur, John D. Baxter, Chunli Huang,,Christine Lubeski, Gregory S. Turenchalk, Michael S. Braverman, Brian Desany, Jonathan M. Rothberg, Michael Egholm, Michael J. Kozal. Low-Abundance Drug-Resistant Viral Variants in Chronically HIV-Infected, Antiretroviral Treatment-Naïve Patients Significantly Impact Treatment Outcomes. The Journal of Infectious Diseases. 2009; 199:693-701. PMID 19210162
5. Richard E Green, Anna-Sapfo Malaspinas, Johannes Krause, Adrian W Briggs, Philip L F Johnson, Caroline Uhler, Matthias Meyer, Jeffrey M Good, Tomislav Maricic, Udo Stenzel, Kay Prüfer, Michael Siebauer, Hernán A Burbano, Michael Ronan, Jonathan M Rothberg, Michael Egholm, Pavao Rudan, Dejana Brajković, Zeljko Kućan, Ivan Gusić, Mårten Wikström, Liisa Laakkonen, Janet Kelso, Montgomery Slatkin, Svante Pääbo. A complete neandertal mitochondrial genome sequence determined by high-throughput sequencing. [Cover Paper] Cell. 2008 Aug 8;134 (3):416-26 PMID 18692465
6. David A Wheeler, Maithreyan Srinivasan, Michael Egholm, Yufeng Shen, Lei Chen, Amy McGuire, Wen He, Yi-Ju Chen, Vinod Makhijani, G Thomas Roth, Xavier Gomes, Karrie Tartaro, Faheem Niazi, Cynthia L Turcotte, Gerard P Irzyk, James R Lupski, Craig Chinault, Xing-Zhi Song, Yue Liu, Ye Yuan, Lynne Nazareth, Xiang Qin, Donna M Muzny, Marcel Margulies, George M Weinstock, Richard A Gibbs, Jonathan M Rothberg. The complete genome of an individual by massively parallel DNA sequencing. Nature 2008 Apr 17;452 (7189):872-6 PMID 18421352
7. John H. Leamon, Michael S. Braverman and Jonathan M. Rothberg. High-Throughput, Massively Parallel DNA Sequencing Technology for the Era of Personalized Medicine? Gene Therapy and Regulation, 2007, vol. 2, no. 1, 15-31.
8. John H. Leamon and Jonathan M. Rothberg. Cramming More Sequencing Reactions onto Microreactor Chips. Chemical Reviews, 2007 Aug; 107(8):3367-76.
9. Green, R.E., Krause, J., Ptak, S.E., Briggs, A.W., Ronan, M., Simons, J.F., Egholm, M., Rothberg, J., Paunovic, M., and Pääbo, S.: Analysis of one million base pairs of Neandertal DNA. [Cover Paper] Nature 444, 330-336.16 November 2006
10. R. Pinard, A. de Winter, G. J. Sarkis, M. B. Gerstein, K. R. Tartaro, R. N. Plant, M. Egholm, J. M. Rothberg, J. H. Leamon: Assessment of whole genome amplification-induced bias through high-throughput, massively parallel whole genome sequencing. In: BMC genomics. Band 7, August 2006, S. 216, doi:10.1186/1471-2164-7-216, PMID 16928277, PMC 1560136 (freier Volltext).
11. Stiller, M., Green, R.E., Ronan, M., Simons, J.F., Du, L., He, W., Egholm, M., Rothberg, J., Keates, S.G., Ovodov, N.D., Antipina, E.E., Baryshnikov, G.F., Kuzmin, Y.V., Vasilevski, A.A., Wuenschell, G.E., Termini, J., Hofreiter, M., Jaenicke-Després, V., and Pääbo, S.: Patterns of nucleotide misincorporations during enzymatic amplification and direct large-scale sequencing of ancient DNA. PNAS, September 12, 2006, vol. 103, no. 37, 13578-13584.
12. Thomas RK, Nickerson E, Simons JF, Janne PA, Tengs T, Yuza Y, Garraway LA, Laframboise T, Lee JC, Shah K, O'neill K, Sasaki H, Lindeman N, Wong KK, Borras AM, Gutmann EJ, Dragnev KH, Debiasi R, Chen TH, Glatt KA, Greulich H, Desany B, Lubeski CK, Brockman W, Alvarez P, Hutchison SK, Leamon JH, Ronan MT, Turenchalk GS, Egholm M, Sellers WR, Rothberg JM, Meyerson M. Sensitive mutation detection in heterogeneous cancer specimens by massively parallel picoliter reactor sequencing. Nat Med. 2006 Jul;12(7):852-855.
13. Leamon JH, Link DR, Egholm M, Rothberg JM. Overview: methods and applications for droplet compartmentalization of biology. Nat Methods. 2006 Jul;3(7):541-3.
14. Thomas RK, Greulich H, Yuza Y, Lee JC, Tengs T, Feng W, Chen TH, Nickerson E, Simons J, Egholm M, Rothberg JM, Sellers WR, and Meyerson ML. Detection of oncogenic mutations in the EGFR gene in lung adenocarcinoma with differential sensitivity to EGFR tyrosine kinase inhibitors. Cold Spring Harb Symp Quant Biol. 2005; 70: 73-81.
15. Margulies M, Egholm M, Altman WE, Attiya S, Bader JS, Bemben LA., Berka J, Braverman MS, Chen YJ, Chen Z, Dewell SB, de Winter A, Drake J, Du L, Fierro JM, Forte R, Gomes XV, Godwin BC, He W, Helgesen S, Ho CH, Hutchison SK, Irzyk GP, Jando SC, Alenquer MLI, Jarvie TP, Jirage KB, Kim JB, Knight JR, Lanza JR, Leamon JH, Lee WL, Lefkowitz SM, Lei M, Li J, Lohman KL, Lu H, Makhijani VB, McDade KE, McKenna MP, Myers EW, Nickerson E, Nobile JR, Plant R, Puc BP, Reifler M Ronan MT, Roth GT, Sarkis GJ, Simons JF, Simpson JW, Srinivasan M, Tartaro KR, Tomasz A, Vogt KA, Volkmer GA, Wang SH, Wang Y, Weiner MP, Willoughby DA, Yu P, Begley RF, Rothberg JM. Genome sequencing in microfabricated high-density picolitre reactors. Nature 2005; 441.7089.
16. Gunther EC, Stone DJ, Rothberg JM, and Gerwien RW. A quantitative genomic expression analysis platform for multiplexed in vitro prediction of drug action. The Pharmacogenomics Journal 5, 2005, 126-134.
17. Gould Rothberg BE, Pena CEA, Rothberg JM. A systems biology approach to target identification and validation for human chronic disease drug discovery. Division of Chronic Disease Epidemiology, Yale University School of Public Health. Modern Biopharmaceuticals 2005; 1 99-125.
18. Bader JS, Chaudhuri A. Rothberg JM, and Chant J. Gaining confidence in high-throughput protein interaction networks. Nature Biotechnology 2003; 10.1038.
19. Leamon JH, Lee WL, Tartaro KR Lanza JR, Sarkis GJ, deWinter AD, Berka J, Weiner M, Rothberg JM, Lohman KL. A massively parallel PicoTitlerPlate based platform for discrete picoliter-scale polymerase chain reactions. Electrophoresis 24(21). November 2003:3769-77, Erratum in Electrophoresis.25 1176 April 204: 7-8.
20. Giot L, Bader JS, Brouwer C, Chaudhuri A, Kuang B, Li Y, Hoa YL, Oi CE, Godwin G, Vitols E, Vijayadamodar G, Pochart P, Machineni H, Welsh, M, Kong Y, Zerhusen B, Malcolm R, Varrone Z, Collis A, Minto M, Burgess S, McDaniel L, Stimpson E, Springs F, Williams J, Neurath K, Ioime N, Agee M, Voss E, Furkat K, Renzulli R, Aanensen N, Carrolla S, Bickelhaupt E, Lazovatsky Y, DaSilva A, Zhong J, Stanyon CA, Finley Jr RL, White KP, Braverman M, Jarvie T, Gold S, Leach M, Knight J, Shimkets RA, McKenna MP, Chant J, and Rothberg JM. Protein Interaction Map of Drosophila melanogaster. [Cover paper] Science November 2, 2003; 10.1126. PMID 14605208
21. Bader JS, Deem MW, Hammond RW, Henck SA, Simpson JW, Rothberg JM. A Brownian-ratchet DNA pump with applications to single-nucleotide polymorphism genotyping. Applied Physics A: Materials Science & Processing. 2000; Vol. 75, 275-278.
22. Tchernev VT, Mansfield TA, Giot L, Kumar AM, Nandabalan K; Li Y, Mishra VS, Detter JC, Rothberg JM, Wallace MR, Southwick FS, Kingsmore SF. The Chediak-Higashi protein interacts with SNARE complex and signal transduction proteins. Molecular Medicine 2002; Vol. 8, 56-64.
23. LaRochelle WJ, Jeffers M, McDonald WF, Chillakuru RA, N Lokker NA, Sullivan C, Boldog FL, Yang, M, Vernet C, Burgess CE, Fernandes E, Deegler LL, Rittman B, Shimkets J, Shimkets RA, Rothberg JM, and Lichenstein HS. PDGF-D, a new protease-activated growth factor. Nature Cell Biology May 1, 2001; Vol. 3. 517-521.
24. Herrmann J, Rastelli L, Brugess CE, Fernandes EE, Rothberg BEG, Rothberg JM, and Shimkets RA. Implications of Oncogenomics for Cancer Research and Clinical Oncology. The Cancer Journal. January/February 2001; Volume 7 Number 1.
25. Rothberg BEG, Sundseth SS, DiPippo VA, Brown PJ, Winegar DA, Gottshalk WK, Shenoy SG, and Rothberg JM. The characterization of PPARα ligand drug action in an in vivo model by comprehensive differential gene expression profiling. [Cover paper] Functional and Integrative Genomics. October 2000.
26. Uetz P, Giot L, Cagney G, Mansfield TA, Judson RS, Knight JR, Lockshon D, Narayan V, Srinivasan M, Pochart P, Qureshi-Emili A, Li Y, Godwin B, Conver D, Kalbfleisch T, Vijayadamodar G, Yang M, Johnston M, Fields S, and Rothberg JM. A comprehensive analysis of protein-protein interactions in Saccharomyces cerevisiae. [Cover paper] Nature Feb 10, 2000; Vol. 403, 623-627. PMID 10688190
27. Simpson JW, Ruiz-Martinez MC, Mulhern GT, Berka J, Latimer DR, Ball JA, Rothberg JM, Went GT. A transmission imaging spectrograph and microfabricated channel system for DNA analysis. Electrophoresis 2000; Vol. 21, 135-149.
28. Hammond RW, Bader JS, Henck SA, Deem MW, McDermott GA, Bustillo JM, Rothberg, JM. Differential transport of DNA by a rectified Brownian motion device. Electrophoresis 2000; Vol. 21, 74-80.
29. Bader J, Hammond R W, Henck SA, Deem MW, McDermott GA, Bustillo JM, Simpson JW, Mulhern GT, and Rothberg JM. DNA transport by a micromachined Brownian ratchet device. PNAS USA November 9, 1999; Vol. 96 No. 23. 13165-9.
30. Shimkets R A, Lowe DG, Tsu-Ning Tai J, Sehl P, Jin H, Yang R, Predki P, Rothberg BEG, Murtha MT, Roth ME, Shenoy SG, McKenna MP, Hillan K, Went GT, and Rothberg JM. Gene expression analysis by transcript profiling coupled to a gene database query [GeneCalling]. Nature Biotechnology August 1999; Vol. 17, 798-803.
31. Rothberg JM, and Artavanis-Tsakonas S. Modularity of the Slit Protein. J. Mol. Biol. 1992; 227, 367-370.
32. Rothberg JM. Gene Patents. Nature 1992; 356, 738.
33. Rothberg JM Ph.D. slit: an Extracellular Protein Necessary for the Development of Midline Glia and Axon Pathways of the Central Nervous System contains both EGF and Flank-LRR-Flank Domains. Thesis, Yale University, 1991.
34. Rothberg JM, Jacobs J R, Goodman CS and Artavanis-Tsakonas S. slit: An Extracellular Protein Necessary for Development of Midline Glia and Commissural Axon Pathways Contains both EGF and LRR Domains. Genes & Development 1990; 4, 2169-2187.
35. Rothberg JM, Hartley DA, Walther Z, and Artavanis-Tsakonas S. slit: An EGF-Homologous Locus of D. melanogaster Involved in the Development of the Embryonic Central Nervous System. [Cover paper] Cell 1988; 55, 1047-1059.

## Patente
1. Rothberg J, Wolfgang H, Johnson K, Bustillo J, Methods and apparatus for measuring analytes using large scale FET arrays. USP# 7,948.015
2. Berka J, Chen YJ, Leamon JH, Lefkowitz S, Lohman KL, Makhijani VB, Rothberg JM, Sarkis GJ, Srinivasan M, Weiner MP. Bead Emulsion Nucleic Acid Amplification. USP# 7,842,457
3. Rothberg, JM, Bader JS, Dewell SB, McDade K, Simpson JW, Berka, Colangelo CM, Weiner, MP. Apparatus and Method for Sequencing a Nucleic Acid. USP# 7,335,762
4. Leamon; JH., Lohman; KL., Rothberg; JM. & Weiner MP. Methods of amplifying and sequencing nucleic acids; United States Patent 7,323,305 & European Patent EP1590477
5. Chen Y, Leamon JH, Lohman KL, Ronan MT, Rothberg JM, Srinivasan M, Weiner MP. Double Ended Sequencing. USP# 7,244,567
6. Rothberg JM, Bader JS, Dewell SB, McDade K, Simpson JW, Berka J, Colangelo CM. Method of sequencing a nucleic acid. USP# 7,244,559
7. Rothberg JM, Bader JS, Dewell SB, McDade K, Simpson JW, Berka J, Colangelo CM. Method of sequencing a nucleic acid. USP# 7,211,390.
8. Rothberg JM, Deem MW, Simpson JW. Detection and confirmation of nucleic acid sequences by use of poisoning oligonucleotides. USP# 6,673,577.
9. Simpson JW, Rothberg JM, Went, GT, Ruiz-Martinez MC, Mulhern GT. Apparatus and method for the generation, separation, detection, and recognition of biopolymer fragments. USP# 6,485,625.
10. Rothberg JM, Deem MW, Simpson JW. Method and Apparatus for Identifying, Classifying, or Quantifying DNA Sequences in a Sample without Sequencing. USP # 6,453,245
11. Rothberg JM, Deem MW, Simpson JW. Method and Apparatus for Identifying, Classifying, or Quantifying DNA Sequences in a Sample without Sequencing. USP # 6,432,361
12. Rothberg JM, Deem MW, Simpson JW. Method and Apparatus for Identifying, Classifying, or Quantifying DNA Sequences in a Sample without Sequencing. USP # 6,418,382
13. Nandabalan K, Rothberg JM, Yang M, Knight JR, Kalbfleisch TS. Identification and comparison of protein-protein interactions that occur in populations and identification of inhibitors of these interactors. USP# 6,410,239.
14. Nandabalan K, Rothberg JM. Identification and comparison of protein-protein interactions that occur in populations and identification of inhibitors of these interactors. USP# 6,395,478.
15. Rothberg JM, Nallur GN, Hu X. Methods and devices for measuring differential gene expression. USP# 6,355,423.
16. Deem MW, Rothberg JM, Went GT. Consensus configurational bias Monte Carlo method and system for pharmacophore structure determination. USP# 6,341,256.
17. Rothberg JM, Bader JS. Method of sequencing a nucleic acid. USP # 6,274,320.
18. Simpson JW, Rothberg JM, Went GT. Apparatus and method for the generation, separation, detection, and recognition of biopolymer fragments. USP # 6,236,945.
19. Rothberg JM, Deem MW, Simpson JW. Method and apparatus for identifying, classifying, or quantSimpson JW, Rothberg JM, Went GT. Apparatus and method for the generation, separation, detection, and recognition of biopolymer fragments. USP # 6,218,121.
20. Bader JS, Rothberg JM, Deem MW, Mulhern GT, Went GT, Simpson JW, Henck S. Separation of charged particles by a spatially and temporally varying electric field. USP # 6,193,866.
21. Rothberg JM, Deem MW, Simpson JW. Method for identifying a nucleic acid sequence. USP # 6,190,868.
22. Rothberg JM, Deem MW, Simpson JW. Method and Apparatus for Identifying, Classifying, or Quantifying DNA Sequences in a Sample without Sequencing. USP # 6,141,657.
23. Nandabalan K, Rothberg JM. Identification and comparison of protein-protein interactions that occur in populations. USP # 6,083,693.
24. Nandabalan K, Rothberg JM, Yang M, Knight JR, Kalbfleisch TS. Identification and comparison of protein-protein interactions that occur in populations and identification of inhibitors of these interactors. USP # 6,057,101.
25. Simpson JW, Rothberg JM, Went GT. Apparatus and method for the generation, separation, detection, and recognition of biopolymer fragments. USP # 6,017,434.
26. Simpson JW, Went GT and Rothberg JM. Apparatus and Method for the Generation, Separation, Detection and Recognition of Biopolymer Fragments. USP # 5,993,634.
27. Simpson JW, Went GT, and Rothberg JM. Apparatus and Method for the Generation, Separation, Detection and Recognition of Biopolymer Fragments. USP #5,972,693.
28. Bader J, Rothberg JM, Deem MW, Mulhern GT and Went GT. Nano Niagara Separation of Charged Particles by a Spatially and Temporally varying Electric Field. USP #5,938,904.
29. Rothberg JM, Went GT, and Simpson JW. Method and Apparatus for Identifying, Classifying, or Quantifying DNA Sequences in a Sample without Sequencing. USP #5,871,697.